# Хайндберн
Хайндберн (англ. Hyndburn) — район (англ. non-metropolitan district) со статусом боро в церемониальном неметрополитенском графстве Ланкашир, административный центр — город Аккрингтон.
Район расположен в юго-восточной части графства Ланкашир.

## Состав
В состав района входят 5 городов (Аккрингтон, Грейт-Харвуд, Клейтон-ле-Мурс, Осуалдтуисл, Риштон) и 1 община (англ. Parish):
- Алтем.